# 萊瑙海姆鄉
45°52′N 20°48′E / 45.867°N 20.800°E
萊瑙海姆鄉（羅馬尼亞語：Comuna Lenauheim, Timiș），是羅馬尼亞的鄉份，位於該國西部，由蒂米什縣負責管轄，面積113平方公里，海拔高度85米，2002年人口5,796，人口密度每平方公里51人。